# Unterseeboot 32 (1937)
Pour les articles homonymes, voir Unterseeboot 32.
Le Unterseeboot 32 ou U-32 est un sous-marin (U-Boot) allemand du type VII.A, de la Kriegsmarine de la Seconde Guerre mondiale.
Il est commandé dans le cadre du plan Z le 1er avril 1935 en violation du traité de Versailles qui proscrit la construction de ce type de navire par l'Allemagne.

## Présentation
Mis en service le 15 avril 1937, l'U-32 a sert de 1935 à 1939 au sein de la Unterseebootsflottille "Saltzwedel".
Il réalise sa première patrouille, quittant le port de Memel, le 27 août 1939, sous les ordres du Kapitänleutnant Paul Büchel pour rejoindre Kiel le 1er septembre 1939 après 7 jours en mer.
Au cours des neuf patrouilles qu'il effectue, l'U-32 a coule neuf navires marchands ennemis pour un total de 116 836 tonneaux et endommage quatre navires marchands ennemis pour un total de 32 274 tonneaux et un navire de guerre de 8 000 tonnes pour un total de 172 jours en mer.
Pour sa neuvième patrouille, ayant quitté la base sous-marine de Lorient le 24 octobre 1940 sous les ordres de l'Oberleutnant zur See Hans Jenisch, l'U-32 coule le 28 octobre 1940. le plus grand navire victime des sous-marins de la Seconde Guerre mondiale, le paquebot Empress of Britain de 42 350 tonnes endommagé deux jours plus tôt par les bombes d'un bombardier Focke-Wulf Fw 200 Kondor du II/Kampfgeschwader 40 de Bordeaux-Mérignac à l'ouest de Bloody Foreland. 

Deux jours plus tard, le 30 octobre 1940, il est attaqué et coule au nord-ouest de l'Irlande à la position géographique de 55° 37′ N, 12° 19′ O, touché par les charges de profondeur lancées par les destroyers britanniques HMS Harvester et HMS Highlander. Sur les 42 membres d'équipage, neuf d'entre eux meurent de cette attaque.

## Affectations
- Unterseebootsflottille "Saltzwedel" du 15 avril 1937 au 31 août 1939 à Wilhelmshaven (service active)
- 2. Unterseebootsflottille du 1er septembre au 31 décembre 1939 à Wilhelmshaven (service active)
- 2. Unterseebootsflottille du 1er janvier au 30 octobre 1940 à Lorient (service active)

## Commandements
- Kapitänleutnant Werner Lott du 15 avril au 15 août 1937
- Korvettenkapitän Paul Büchel du 16 août 1937 au 11 février 1940
- Oberleutnant zur See Hans Jenisch du 12 février au 30 octobre 1940

Nota: Les noms de commandants sans indication de grade signifie que leur grade n'est pas connu avec certitude à notre époque à la date de la prise de commandement.

## Navires coulés
L'Unterseeboot 32 a coulé 20 navires marchands ennemis pour un total de 116 836 tonneaux et a endommagé 4 navires marchands ennemis pour un total de 32 274 tonneaux et 1 navire de guerre de 8 000 tonnes au cours des 9 patrouilles (172 jours en mer) qu'il effectua.
| Date               | Nom                    | Nationalité | Tonnage (GRT) | Fait             |
| ------------------ | ---------------------- | ----------- | ------------- | ---------------- |
| 18 septembre 1939  | Kensington Court       | Royaume-Uni | 4 863         | Coulé            |
| 28 septembre 1939  | Jern                   | Norvège     | 875           | Coulé            |
| 5 octobre 1939     | Marwarri               | Royaume-Uni | 8 063         | Endommagé (mine) |
| 6 octobre 1939     | Lochgoil               | Royaume-Uni | 9 462         | Endommagé (mine) |
| 31 décembre 1939   | Luna                   | Norvège     | 959           | Coulé            |
| 2 mars 1940        | Lagaholm               | Suède       | 2 818         | Coulé            |
| 18 juin 1940       | Altair                 | Norvège     | 1 522         | Coulé            |
| 18 juin 1940       | Nuevo Ons              | Espagne     | 108           | Coulé            |
| 18 juin 1940       | Sálvora                | Espagne     | 108           | Coulé            |
| 19 juin 1940       | Labud                  | Yougoslavie | 5 334         | Coulé            |
| 22 juin 1940       | Eli Knudsen            | Norvège     | 9 026         | Coulé            |
| 30 août 1940       | Chelsea                | Royaume-Uni | 4 804         | Coulé            |
| 30 août 1940       | Mill Hill              | Royaume-Uni | 4 318         | Coulé            |
| 30 août 1940       | Norne                  | Norvège     | 3,971         | Coulé            |
| 1er septembre 1940 | Fiji                   | Royaume-Uni | 8 000         | Endommagé        |
| 22 septembre 1940  | Collegian              | Royaume-Uni | 7 886         | Endommagé        |
| 25 septembre 1940  | Mabriton               | Royaume-Uni | 6 694         | Coulé            |
| 26 septembre 1940  | Corrientes             | Royaume-Uni | 6 863         | Endommagé        |
| 26 septembre 1940  | Darcoila               | Royaume-Uni | 4 084         | Coulé            |
| 26 septembre 1940  | Tancred                | Norvège     | 6 094         | Coulé            |
| 28 septembre 1940  | Empire Ocelot          | Royaume-Uni | 5 759         | Coulé            |
| 29 septembre 1940  | Bassa                  | Royaume-Uni | 5 267         | Coulé            |
| 30 septembre 1940  | Haulerwijk             | Pays-Bas    | 3 278         | Coulé            |
| 2 octobre 1940     | Kayeson                | Royaume-Uni | 4 606         | Coulé            |
| 28 octobre 1940    | RMS Empress of Britain | Royaume-Uni | 42 348        | Coulé            |